# Faculdade de Direito da Universidade do Porto
A Faculdade de Direito da Universidade do Porto (FDUP) é um estabelecimento de Ensino Superior da Universidade do Porto dedicada ao ensino da Lei. 
Foi criada a 8 de Julho de 1994, pelo decreto de autorização assinado pela então Ministra da Educação,  Manuela Ferreira Leite. Volvidos setenta e nove anos sobre o primeiro pedido para a sua criação, da autoria do Professor Catedrático da Faculdade de Medicina da Universidade do Porto, Doutor Lopes Martins, o poder político respondia positivamente ao antigo e legítimo anseio da cidade do Porto e da Academia em estudar, a par das ciências exactas, sociais e humanas, a ciência jurídica.
A Faculdade de Direito do Porto destaca-se das restantes, principalmente pela sua índole de investigação (a Escola de Criminologia a funcionar nas novas instalações é pioneiro no país). Para além da licenciatura em Direito, a Faculdade oferece uma licenciatura em Criminologia, e uma vasta oferta de Pós-Graduações, Mestrados e Doutoramentos.
Presentemente, os cursos ministrados na Faculdade de Direito já se encontram adaptados ao Processo de Bolonha.

## Direção
O seu atual diretor é o Professor Doutor Paulo de Tarso Domingues e a sub-diretora é a Professora Doutora Rute Pedro.   
Anteriormente, foram diretores os Professores Doutores Luís Miguel Pestana de Vasconcelos (mais antigo docente de Direito em funções na Universidade do Porto e professor catedrático) e Cândido Agra (Professor emérito da Universidade do Porto).

## História
A Faculdade de Direito da Universidade do Porto (FDUP) foi criada por Despacho de 16 de Junho de 1994, publicado no D.R. II Série, de 8 de Julho de 1994, e abriu as portas aos primeiros alunos no ano lectivo seguinte (1995/96), correspondendo a sua criação a um anseio muito antigo da Cidade do Porto, que lutou por ela durante quase oitenta anos, pois que a primeira tentativa nesse sentido data de 1915 pelo professor catedrático Doutor Lopes Martins da Faculdade de Medicina. Foi mesmo apresentada à Câmara dos Deputados nesse ano uma proposta em que se contemplava a criação conjunta de uma Faculdade de Letras e de uma Faculdade de Direito para o Porto. Chegou-se ao ponto de nessa altura se ter previsto o local do seu funcionamento no anteprojecto do bairro universitário. Mas, com o argumento de que o que o país precisava era de pão e de que já se tinha um grande stock de bacharéis, a iniciativa ficou-se por aí.
A história fica marcada por decisões adiadas devido aos tempos conturbados do Antigo Regime.
Em 1987 estava já pronto o decreto-lei para aprovar a criação da faculdade quando o X Governo Constitucional - liderado por Aníbal Cavaco Silva - cai.
Finalmente, em 1991 o Senado da Universidade do Porto aprova, por unanimidade, a criação da Faculdade de Direito. Três anos mais tarde, chega a autorização ministerial. Por despacho de Manuela Ferreira Leite, ministra da Educação na época, a Faculdade de Direito do Porto foi criada a 8 de Julho de 1994.
Deu-se seguimento, com a Faculdade de Direito da Universidade do Porto, a uma tradição do ensino das Ciências Jurídicas, confinado até então, ao nível do Estado e para o Porto, a instituições de cariz fortemente económico. Como se acentuou quando em 1953 o Estado criou no Porto a Faculdade de Economia, não tinha sido descurada a vertente jurídica no plano dos estudos respectivos, que permitia aos seus 
licenciados, dizia-se, a admissão na carreira diplomática. Com a criação da Faculdade de Direito, a Universidade do Porto passou de se equiparar às Universidades de Coimbra e de Lisboa, que de há muito contavam o Direito no seu elenco de licenciaturas, e à Universidade do Minho, de criação mais recente e que ministra também, ao nível do Estado, o ensino de Direito. Posteriormente, foi criada a Faculdade de Direito da Universidade Nova de Lisboa.
A Faculdade de Direito abriu as suas portas ao 1º ano da licenciatura em Janeiro de 1996. Em Março do mesmo ano foi iniciado o primeiro curso de Mestrado em Criminologia do nosso país. A nova Escola de Direito foi instalada, provisoriamente, no Pólo Universitário do Campo Alegre — na antiga sede das Letras — , à espera de lhe ser atribuído o Edifício Central da FEUP. Em Abril de 2001 houve nova uma mudança de instalações, mais uma vez a título provisório e até conclusão das obras de recuperação do Edifício Central da Rua dos Bragas, desta feita para o Edifício "Parcauto". Concluídas as obras de recuperação do edifício central da Rua dos Bragas, procedeu-se à ansiada mudança para as instalações definitivas da Faculdade - o edifício central da antiga Faculdade de Engenharia - na Rua dos Bragas, cuja inauguração se realizou no dia 22 de Março de 2004 - dia da Universidade do Porto.
Para dar os primeiros passos, a Faculdade contou com a colaboração de outras Faculdades e Universidades para garantir a docência de todas as cadeiras do plano curricular. Nomes como os dos Professores Doutor Mário Júlio de Almeida Costa, da Faculdade de Direito da Universidade de Coimbra, e Doutor Marcelo Rebelo de Sousa e Doutor Jorge Miranda, da Faculdade de Direito da Universidade de Lisboa, fizeram parte da Comissão Instaladora criada para gerir a faculdade nos primeiros anos. Como resultado dessa colaboração e por proposta da Faculdade de Direito, foi atribuído em 2005 a estes três conceituados juristas nacionais o grau de Doutor Honoris Causa pela Universidade do Porto.
A 26 de Janeiro de 2009, falece o Professor Doutor Jorge Ribeiro de Faria, enorme vulto das Ciências Jurídicas portuguesas, um dos "Pais Fundadores" da Faculdade e membro da respectiva Comissão Instaladora. Professor Catedrático Jubilado, Ribeiro de Faria dedicou a esta instituição um empenho e um cuidado constantes, zelando pelo seu desenvolvimento seguro e firme implantação, integrando o seu Conselho Científico e coordenando diversas cadeiras da Licenciatura, em particular Direito Penal e Direito das Obrigações, disciplinas a cujo estudo dedicou a maior parte da sua vida académica. Foi ainda Professor Bibliotecário da biblioteca da Faculdade que em sua homenagem possui o seu nome.
Em 2005, a Universidade do Porto em reconhecimento dos muito relevantes serviços prestados à instituição atribuiu ao Professor Doutor Ribeiro de Faria o título de Professor Emérito da Universidade.

## Instalações
A Faculdade funciona actualmente na Rua dos Bragas, no centro da cidade do Porto, no edifício afecto durante décadas à Faculdade de Engenharia e que foi sujeito para servir aos novos fins a profundas obras de remodelação. Trata-se de um imponente edifício, construído sob a orientação dos próprios professores à época da Faculdade de Engenharia e que foi dado por pronto em 13 de Abril de 1937. Contando com uma desafogada área circundante, é dotado de amplos espaços interiores, com salas de aula confortáveis e funcionais, onde todos os docentes dispõem de gabinetes próprios, e que conta com divisões adequadas em tamanho e funcionalidade para albergar os quase 20.000 volumes de literatura jurídica escolhida em que a Biblioteca actualmente se cifra já e suficientes para a deixar crescer durante mais alguns anos ainda ao ritmo que as dotações orçamentais o permitam e sob o mesmo olhar cuidadoso dos docentes que directamente têm colaborado no seu aprovisionamento.

## Organização
A Faculdade de Direito tem como Órgãos:
- Director
- Conselho Executivo
- Conselho de Representantes
- Conselho Pedagógico
- Conselho Científico

Fazem parte da Faculdade os seguintes Centros de Investigação, Departamento e Serviços:
Centros:
- CIJE - Centro de Investigação Jurídico-Económica;
- I.J.I - Instituto Jurídico Interdisciplinar;
- Instituto de Direito Privado.

Departamento:
- Escola de Criminologia.

Serviços:
- Gabinete de Relações com o Exterior;

Actuação da Tuna Académica da FDUP

- Serviços Administrativos;
- Serviços de Documentação;
- Serviços de Informática.

### Associação de Estudantes e Grupos Académicos
- AEFDUP - Associação de Estudantes da Faculdade de Direito da Universidade do Porto
- AAAFDUP - Associação dos Antigos Alunos da Faculdade de Direito da Universidade do Porto
- IURIS FDUP JUNIOR - Associação de Jovens Juristas da FDUP
- Jornal Tribuna - Jornal da Associação de Estudantes da Faculdade de Direito da Universidade do Porto (AEFDUP)
- ELSA U.Porto - The European Law Students´ Association | Faculdade de Direito da Universidade do Porto
- Cineclube
- Direito à Cena
- Sociedade de Debates da Universidade do Porto
- TAFDUP - Tuna Académica da Faculdade de Direito da Universidade do Porto
- LegislaTuna - Tuna Feminina da Faculdade de Direito da Universidade do Porto
- Grupo de Fados da Faculdade de Direito da Universidade do Porto
- NEC-FDUP - Núcleo de Estudantes Católicos da Faculdade de Direito da Universidade do Porto
- NELFDUP - Núcleo de Estudantes Liberais da Faculdade de Direito da Universidade do Porto